# Rasputin og Kejserinden
Rasputin og Kejserinden (originaltitel Rasputin and the Empress) er en amerikansk historisk dramafilm fra 1932, instrueret af Richard Boleslawski. Filmen har de tre søskende John, Ethel og Lionel Barrymore i hovedrollerne. Det er den eneste film hvor de tre spiller sammen.
Manuskriptet blev skrevet af Charles MacArthur, der blev nomineret til en Oscar for bedste historie i 1934.